# 佩日尼察河
53°49′22″N 16°20′51″E / 53.82278°N 16.34750°E
佩日尼察河是波蘭的河流，位於該國西北部，處於西波美拉尼亞省，屬於帕爾森塔河的右支流，河道全長26公里，流域面積229平方公里。